# Domagović
 Ovo je glavno značenje pojma Domagović. Za druga značenja pogledajte Domagović (plemićki rod).
Domagović je naseljeno mjesto u Republici Hrvatskoj u Zagrebačkoj županiji.

## Zemljopis
Administrativno je u sastavu Jastrebarskog. Naselje se proteže na površini od 8,99 km². 

## Povijest
Od 1327. godine posjed plemićkog roda Domagovića.

## Stanovništvo
Po popisu stanovništva iz 2001. godine Domagović ima 502 stanovnika koji žive u 132 kućanstva. Gustoća naseljenosti iznosi 55,84 st./km².
| broj stanovnika | 459   | 556   | 514   | 600   | 503   | 486   | 456   | 438   | 450   | 468   | 546   | 508   | 471   | 433   | 502   | 541   | 483   |
|                 | 1857. | 1869. | 1880. | 1890. | 1900. | 1910. | 1921. | 1931. | 1948. | 1953. | 1961. | 1971. | 1981. | 1991. | 2001. | 2011. | 2021. |

## Poznate osobe
- Janko Borković, hrv. crkveno-povijesni pisac[5]
- Martin Borković, zagrebački biskup[6]

## Spomenici i znamenitosti
- Crkva sv. Katarine